# Nikołaj Kriuczkow
Nikołaj Afanasjewicz Kriuczkow (ros. Николай Афанасьевич Крючков; ur. 24 grudnia 1910?/6 stycznia 1911 w Moskwie, zm. 13 kwietnia 1994 tamże) – radziecki aktor filmowy, Ludowy Artysta ZSRR (1965). Wystąpił w 94 filmach w latach 1932–1993.

## Życiorys
Po ukończeniu szkoły fabryczno-zawodowej pracował w fabryce, później uczył się aktorstwa przy moskiewskim centralnym teatrze młodzieży robotniczej, którego następnie został aktorem. W 1934 został aktorem studia filmowego Mieżrabpomfilm (później przemianowanego na studio im. Gorkiego), później teatru-studia kinowego. W 1953 został przyjęty do KPZR. W 1950 otrzymał tytuł Ludowego Artysty RFSRR, a w 1965 Ludowego Artysty ZSRR. W 1980 otrzymał tytuł Bohatera Pracy Socjalistycznej.
Pochowany na Cmentarzu Nowodziewiczym w Moskwie.

## Wybrana filmografia
- 1932: Horyzont (Горизонт) – partyzant
- 1933: Romans Mańki Grieszynej (Окраина) – Seńka Kadkin
- 1935: Miłość i nienawiść (Любовь и ненависть) – Misza, mąż Wiery
- 1936: Nad lazurowym morzem (У самого синего моря) – Alosza
- 1937: Trylogia o Maksymie, część 2. Powrót Maksyma – żołnierz w pociągu
- 1938: Miasto młodzieży (Комсомольск) – Andriej Sazonow
- 1938: Człowiek z karabinem (Человек с ружьём) – Sidorow, czerwonogwardzista
- 1939: Ziemia woła (Член правительства) – Nikita Sokołow
- 1939: Szczors (Щорс) – prowokator
- 1939: Trylogia o Maksymie, część 3 – Maksym – żołnierz
- 1939: Górą dziewczęta (Трактористы) – Klim Jarko
- 1940: Bojownik wolności (Яков Свердлов) – Trofimow
- 1941: Saławat – wódz Baszkirów (Салават Юлаев) – Chłopusza
- 1941: Świniarka i pastuch (Свинарка и пастух)
- 1942: Chłopiec z naszego miasta – Siergiej Łukonin
- 1943: W imię Ojczyzny (Во имя Родины) – Safonow
- 1949: Bitwa stalingradzka (Сталинградская битва ) – pułkownik Iwanow
- 1955: Ernst Thälmann – Führer seiner Klasse – radziecki pułkownik
- 1956: Czterdziesty pierwszy (Сорок первый ) – komisarz Jewsikow
- 1959: Majowe gwiazdy (Májové hvězdy / Майские звёзды) – żołnierz
- 1959: Ballada o żołnierzu (Баллада о солдате) – generał
- 1963: Jeden dzień szczęścia – ojciec Rity
- 1964: Muchtar na tropie (Ко мне, Мухтар!) – wyższy dowódca milicji
- 1965: Był sobie dziad i baba (Жили-были старик со старухой) – dyrektor Sowchozu
- 1966: Po kruchym lodzie (По тонкому льду) – chłop Parokonnyj
- 1968: Przeciw Wranglowi (Служили два товарища) – dowódca plutonu
- 1979: Jesienny maraton (Осенний марафон) – wujek Kola
- 1985: Bitwa o Moskwę (Битва за Москву) – staruszek
- 1989: Stalingrad (Сталинград) – stary kapitan

## Nagrody i odznaczenia
- Medal Sierp i Młot Bohatera Pracy Socjalistycznej (23 grudnia 1980)
- Order Lenina (dwukrotnie, 23 maja 1940 i 23 grudnia 1980)
- Order Rewolucji Październikowej (12 kwietnia 1974)
- Nagroda Stalinowska I stopnia (1941)
- Order Wojny Ojczyźnianej I klasy
- Order Czerwonego Sztandaru Pracy (trzykrotnie, 1 lutego 1939, 1967 i 1971)
- Order Czerwonej Gwiazdy (14 kwietnia 1944)
- Medal 100-lecia urodzin Lenina
- Medal 800-lecia Moskwy
- Medal „Za rozwój dziewiczych ziem”
- Medal „Za ofiarną pracę w Wielkiej Wojnie Ojczyźnianej 1941–1945”
- Nagroda Nika (1990)